# Komyschuwacha (Sjewjerodonezk)
Komyschuwacha (ukrainisch Комишуваха; russisch Камышеваха/Kamyschewacha) ist eine Siedlung städtischen Typs im Osten der Ukraine mit etwa 2300 Einwohnern.

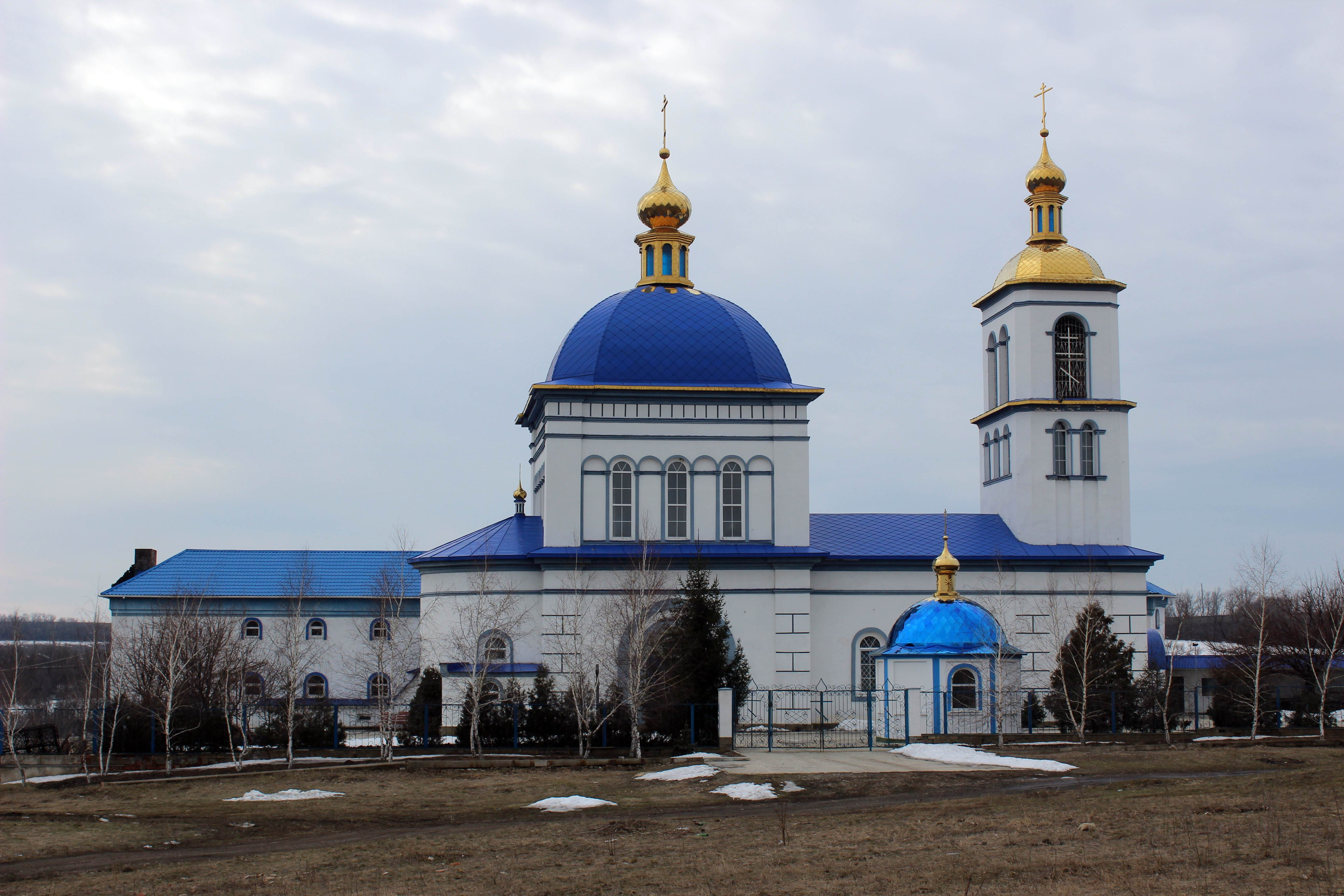
Kirche im Ort

## Geographie
Der Ort in der Oblast Luhansk liegt am Fluss Komyschuwacha (Комишуваха), etwa 9 Kilometer nördlich der ehemaligen Rajonshauptstadt Popasna und 63 Kilometer westlich der Oblasthauptstadt Luhansk gelegen. Das Ortszentrum lag ursprünglich am Fluss, verlagerte sich aber durch den Bau eines Bahnhofs im Westen des Ortes im letzten Jahrhundert dorthin.
Am 12. Juni 2020 wurde die Siedlung ein Teil der neugegründeten Stadtgemeinde Popasna, bis dahin bildete sie zusammen mit den Dörfern Oleksandropillja (Олександропілля), Wiktoriwka (Вікторівка) und Wyskrywa (Вискрива) sowie den Ansiedlungen Druschba (Дружба), Hlynokarjer (Глинокар'єр) und Nyrkowe (Ниркове) die gleichnamige Siedlungsratsgemeinde Komyschuwacha (Комишуваська селищна рада/Komyschuwaska selyschtschna rada) im Westen des Rajons Popasna.
Seit dem 17. Juli 2020 ist sie ein Teil des Rajons Sjewjerodonezk.

## Geschichte
Der Ort wurde 1853 zum ersten Mal schriftlich erwähnt, seit 1938 hat er den Status einer Siedlung städtischen Typs.
Im Verlauf des Ukrainekrieges kam es am 12. August 2014 zu Kampfhandlungen im Ort, die Separatistentruppen der Volksrepublik Lugansk konnten aber wieder aus dem Ort vertrieben werden. Der Ort liegt seither nahe der Front zu den Separatistengebieten und ist immer wieder das Ziel von Raketen- und Artillerieangriffen.